# Antonmaria Sauli
Antonmaria Sauli (né à Gênes  , Italie, alors dans la république de Gênes, en    1541, et mort à Rome le 24 août 1623) est un cardinal italien du XVIe siècle et du début du XVIIe siècle. Il est l'oncle du cardinal Alfonso Visconti (1599) et du cardinal Girolamo Lomellini (1652). Autre cardinal de la famille est Bandinello Sauli (1511).

## Biographie
Sauli étudie à l'université de Bologne et à l'université de Padoue. Il est notamment référendaire au tribunal suprême de la Signature apostolique et nonce extraordinaire au Portugal. En 1585 il est nommé évêque titulaire de Philadelphie-en-Arabie et coadjutor, avec droit de succession,  de l'archevêque de Gênes. Il succède en 1586.
Sixte V le crée cardinal lors du consistoire du 18 décembre 1587.  Le cardinal Sauli est vice-doyen et doyen du collège des cardinaux (1620). En 1622 il est nommé coprésident avec le cardinal Ludovico Ludovisi de la Congrégation pour la Propaganda Fide, fondé en 1622.
Le cardinal Sauli participe  aux conclaves  de 1590 (élection d'Urbain VII et de Grégoire XIV), de 1591 (élection d'Innocent IX)  de 1592 (élection de Clément VIII), aux deux conclaves de 1605 (élection de Léon XI et de Paul V), au conclave de 1621 (élection de Grégoire XV) et de 1623 (élection d'Urbain VIII).